# Nhà thờ chính tòa Oslo

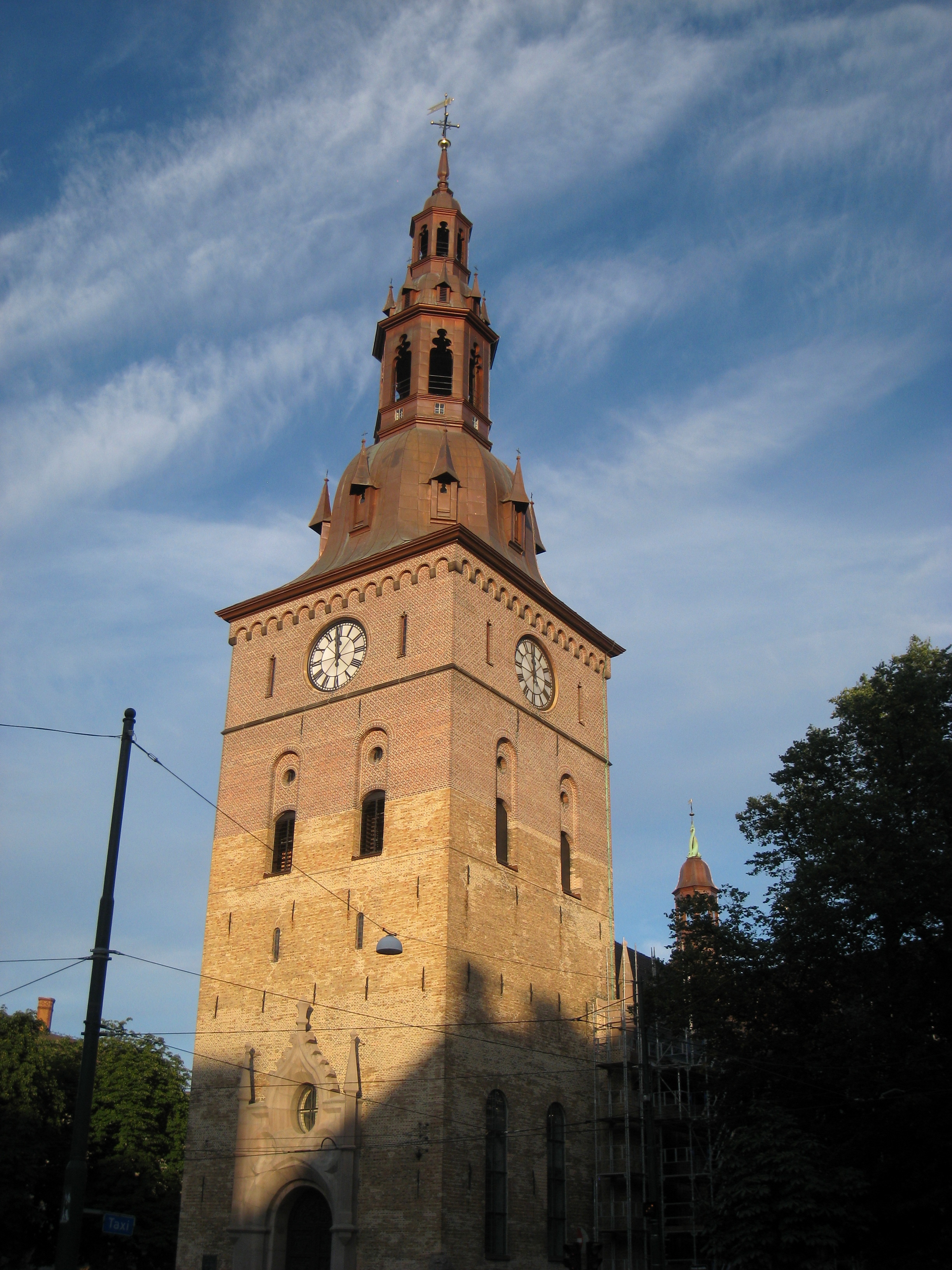
Nhà thờ lớn Oslo (1694-1697)

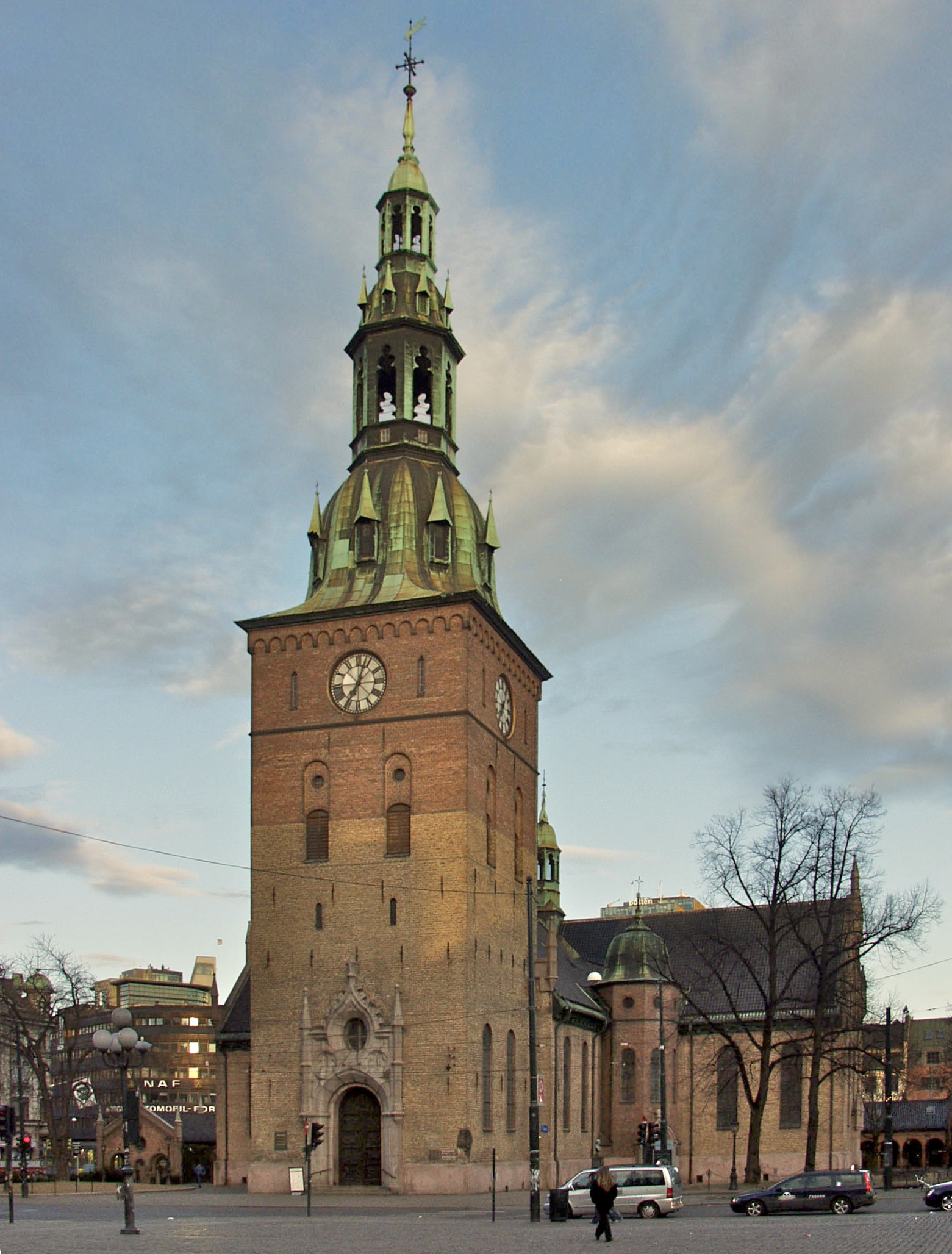
Nhà thờ lớn Oslo từ Stortorget

Nhà thờ lớn Oslo (tiếng Na Uy: Oslo domkirke) - tên gọi trước đây là của Giáo hội Chúa Cứu Thế của chúng tôi (var Frelsers kirke) - là nhà thờ chính cho các Giám mục của Giáo hội của Na Uy Oslo, cũng như nhà thờ giáo xứ cho trung tâm thành phố Oslo. Việc xây dựng hiện nay ngày từ 1694-1697.
Gia đình Hoàng gia Na Uy và Chính phủ Na Uy sử dụng nhà thờ cho các sự kiện công cộng. Nó đã được đóng cửa để đổi mới trong tháng 8 năm 2006 và mở cửa trở lại với high mass lễ hội vào ngày 18 tháng 4 năm 2010.